# سامسون (ترکیه)
سامسون (به ترکی استانبولی: Samsun) شهری در ترکیه و مرکز استان سامسون است.این شهر همچنین دارای پیمان خواهرخواندگی با شهر گرگان است.
سامسون بر کرانه دریای سیاه واقع شده‌است از بندرهای مهم ترکیه محسوب می‌شود. یکی از مهمترین رویدادهای این شهر، مراسم بیست وسومین دوره رقابت های المپیاد ورزشی ناشنوایان 2017 جهان بود که در این شهر برگزار شد. ییعیت کوچاک بازیگر و نباهت چهره بازیگر و ملکه زیبایی در این شهر به دنیا آمدند.